# Cerkiew Świętych Borysa i Gleba w Kidiekszy
Cerkiew Świętych Borysa i Gleba – prawosławna cerkiew w Kidiekszy, zabytek wpisany na Listę Światowego Dziedzictwa UNESCO.

## Historia
Za tradycyjną datę wzniesienia cerkwi przyjmuje się – według informacji zawartych w latopisie – 1152, zaś jako fundatora – Jurija Dołgorukiego. W literaturze przedmiotu występują różne oceny datowania świątyni. Część autorów przychyla się do danych z latopisu bądź przesuwa moment jej budowy na koniec lat 50. XII wieku, inni zaś uważają, że świątynia mogła powstać w dowolnym momencie między końcem lat 40. XII wieku a schyłkiem następnej dekady. Obiekt wznieśli budowniczowie z ziemi halickiej. Cerkiew najprawdopodobniej była częścią większego kompleksu zamkowego z rezydencją Jurija Dołgorukiego i umocnieniami. Konstrukcje te jednak nie przetrwały do naszych czasów. W XIV w. przy świątyni istniał również męski monaster, zlikwidowany przed XVIII stuleciem.
Na przełomie XVI–XVII wieku stan techniczny świątyni (zwłaszcza dachu) był na tyle zły, że w latach 60. XVII wieku rozebrano jej absydy, zaś pierwotną kopułę zastąpiono znacznie mniejszą konstrukcją. W takiej postaci cerkiew przetrwała do naszych czasów.
Cerkiew Świętych Borysa i Gleba należy do obiektów włodzimiersko-suzdalskiego muzeum-rezerwatu, chroniącego zabytki architektury staroruskiej na ziemi włodzimierskiej. Jest wpisana na listę Światowego Dziedzictwa UNESCO.

## Architektura
Cerkiew Świętych Borysa i Gleba jest budowlą wzniesioną na planie czworoboku (pierwotnie z trzema absydami), z jedną kopułą. Budynek w całości zbudowano z sześciennych bloków białego kamienia. Obiekt nie posiada niemal żadnej dekoracji zewnętrznej. We wnętrzu zachowały się częściowo freski.